# Escalona del Prado
Escalona del Prado település Spanyolországban, Segovia tartományban. Escalona del Prado Aguilafuente, Sauquillo de Cabezas, Torreiglesias, Escobar de Polendos, Mozoncillo és Aldea Real községekkel határos. Lakosainak száma 468 fő (2024).

## Népesség
A település népessége az elmúlt években az alábbi módon változott:
| Lakosok száma | 587  | 612  | 587  | 606  | 586  | 564  | 512  | 499  | 489  | 468  |
|               | 2001 | 2004 | 2007 | 2009 | 2012 | 2014 | 2017 | 2019 | 2022 | 2024 |